# Kenneth Patchen
Kenneth Patchen, född 13 december 1911 i Niles i Ohio, död 1972, var en amerikansk poet och romanförfattare.